# Thaumasia argyrura
Thaumasia argyrura är en spindelart som beskrevs av Cândido Firmino de Mello-Leitão 1943. 
Thaumasia argyrura ingår i släktet Thaumasia och familjen vårdnätsspindlar. Inga underarter finns listade i Catalogue of Life.